# Желемья
Желемья — река в России, протекает по территории Весьегонского района Тверской области. Устье реки находится в 19 км от устья Кесьмы по левому берегу. Длина реки составляет 29 км.
Исток реки находится к югу от деревни Верхнее. Река течёт на северо-восток, в основном по лесной местности. В нижнем течении поворачивает на восток. Единственный поименованный на топокарте приток — правый Колпина. Перед устьем пересекает железную дорогу Весьегонск—Красный Холм. Впадает в Кесьму напротив деревни Самша 2-я.

## Данные водного реестра
По данным государственного водного реестра России относится к Верхневолжскому бассейновому округу, водохозяйственный участок реки — Рыбинское водохранилище до Рыбинского гидроузла и впадающие в него реки, без рек Молога, Суда и Шексна от истока до Шекснинского гидроузла, речной подбассейн реки — Реки бассейна Рыбинского водохранилища. Речной бассейн реки — (Верхняя) Волга до Куйбышевского водохранилища (без бассейна Оки).
Код объекта в государственном водном реестре — 08010200412110000005054.

## Топографические карты
- Лист карты O-37-50 Любегощи. Масштаб: 1 : 100 000. Состояние местности на 1984 год. Издание 1989 г.
- Лист карты O-37-51. Масштаб: 1 : 100 000. Состояние местности на 1981 год. Издание 1986 г.